# Al-Rasheed Sports Club
L'Al-Rasheed Sports Club (arabo: نادي الرشيد الرياضي) era un club sportivo iracheno con sede a Karkh, Baghdad.  La sua squadra di calcio professionistica ha giocato in quella che oggi è conosciuta come Iraq Stars League, il livello più alto del calcio iracheno, dal 1984 al 1990. Lo stadio di casa del club era l'Al-Rasheed Stadium.Fondato nel 1983 da Uday Hussein, figlio di Saddam Hussein, l'Al-Rasheed è stato promosso al massimo livello nella sua prima stagione di esistenza e ha vinto 3 campionati consecutivi, 2 FA Cup, 3 titoli di Coppa dei Campioni arabi, e raggiungere la finale del campionato asiatico per club 1988-89. Nel 1990, il club fu sciolto e tutte le sue proprietà, nonché il suo posto nella massima divisione, furono trasferiti all'Al-Karkh SC.